# Signe de Darier
Le signe de Darier est typiquement observé lors du frottement d'une lésion cutanée suspecte de mastocytose. Celui-ci provoque l'apparition rapide d'un érythème (rougeur), d'un œdème (gonflement) localisé et parfois d'un prurit (démangeaison). Il a été décrit la première fois par Ferdinand-Jean Darier en 1909, dans l'urticaire pigmentaire (l'une des formes cliniques les plus fréquentes de mastocytose).
Le frottement de ces lésions provoque une libération d'histamine par les mastocytes de la peau, qui entraîne la turgescence de la lésion, une vasodilatation, voire l'apparition d'une bulle.
Ce signe pathognomonique de la mastocytose cutanée ne doit pas être confondu avec :

- le dermographisme, qui est une urticaire à la friction.

- le pseudo-signe de Darier consistant en une contraction des muscles pilo-érecteurs lors de certains hamartomes de muscles lisses.